# Бошинская волость
Бо́шинская волость — административно-территориальная единица в составе Карачевского уезда.
Административный центр — село Бошино.

## История
Волость образована в ходе реформы 1861 года. Являлась крупнейшей волостью уезда по населению, количеству населённых пунктов (42) и крестьянских общин (61), а также по площади пашни (17645 десятин).
В 1924 году Бошинская волость была упразднена, а её территория включена в состав новообразованной Вельяминовской волости.
Ныне территория бывшей Бошинской волости разделена между Карачевским районом Брянской области и Шаблыкинским районом Орловской области.

## Административное деление
В 1920 году в состав Бошинской волости входили следующие сельсоветы: Божидаевский, Бошинский, Быковский, Волковский, Дюкаревский, Зеленинский, Ивановский, Кривошеинский, Машкинский, Муравельникский, Нечаевский, Осиповский, Петровский, Сабуровский, Сурьяновский, Уткинский, Хориновский, Юрасовский, Юшковский.